# Cubivore: Survival of the Fittest
Cubivore: Survival of the Fittest (動物番長, Dōbutsu Banchō) est un jeu vidéo d'action-aventure édité au Japon par Nintendo et en Amérique du Nord par Atlus et développé par Marigul Management et Intelligent Systems. Il est sorti en 2002 au Japon et en Amérique du Nord sur GameCube.